# Приозёрный (Рубцовский район)
Приозёрный — посёлок в Рубцовском районе Алтайского края. Входит в состав Куйбышевского сельсовета.

## История
Основан в 1959 году. В 1960 году посёлок 3-го отделения Рубцовского откормсовхоза переименован в Приозёрный.

## Население
| 1997 | 1998 | 1999 | 2000 | 2001 | 2002 | 2003 | 2004 | 2005 |
| ---- | ---- | ---- | ---- | ---- | ---- | ---- | ---- | ---- |
| 406  | ↗408 | ↘403 | ↘396 | ↘391 | ↗399 | ↘398 | ↘395 | ↗413 |
| 2006 | 2007 | 2008 | 2009 | 2010 | 2011 | 2012 | 2013 |      |
| ↗418 | ↘410 | ↘404 | ↗409 | ↘374 | ↘373 | ↗383 | ↗385 |      |

## Улицы
| - ул. Аэрофлотская, - ул. Заводская, - ул. Молодёжная, - ул. Новая, | - ул. Придорожная, - ул. Приозёрная, - ул. Центральная, - ул. Школьная. |